# Automotrice FIAT Y 0160
L'automotrice FIAT Y 0160, realizzata tra il 1970 e il 1971 dalla FIAT – Sezione Materiale Ferroviario nello stabilimento di Torino, fu il primo prototipo realmente operativo di treno dotato di dispositivi per l'assetto variabile. La sua costruzione avvenne nell'ambito del programma delle Ferrovie dello Stato per la realizzazione di una flotta di treni di nuova generazione per aumentare la velocità commerciale sulle linee ad andamento tortuoso.
L'automotrice prototipo FIAT Y 0160 viene spesso confusa con l'ETR Y 0160-000, che fu invece il nome provvisorio assegnato alla prima unità di trazione dell'elettrotreno FS ETR 401 (composta dalla vettura di testa e da una vettura intermedia con pantografo), presentata ufficialmente tra Bologna e Chiusi il 2 ottobre 1975, in occasione del "21º Congresso Internazionale delle Ferrovie".

## Storia ed evoluzione del progetto
Verso la fine degli anni cinquanta molte amministrazioni ferroviarie - tra cui vanno citate quelle francese, italiana, tedesca, inglese, giapponese, canadese, svedese, statunitense e svizzera – realizzarono studi e progetti per la costruzione di rotabili ferroviari ad assetto variabile. Il comune scopo principale era quello di innalzare la velocità commerciale del treni sulle tratte ferroviarie più importanti senza dover affrontare l'onere di rilevanti investimenti di capitale per la costruzione di nuove linee adeguatamente concepite con ampi raggi di curvatura. Il maggior problema nell'affrontare le tratte in curva è costituito dalla sensazione, fastidiosa per il passeggero, dovuta alla forza centrifuga e non come si ritiene comunemente il pericolo di deragliamento; è proprio, infatti, della circolazione ferroviaria l'elevato margine di sicurezza tra la velocità limite  e quella massima consentita in esercizio. Le norme tecniche prevedono infatti, con lievi differenze tra le varie amministrazioni ferroviarie, un valore massimo di accelerazione trasversale non compensata tra 1,2 e 1,4 m/s². L'assetto variabile serve infatti a compensare con l'inclinazione proprio il valore di accelerazione agente sulla persona.
Alcune società ferroviarie giunsero fino alla costruzione e sperimentazione di prototipi, ma per un motivo o per un altro quasi tutte rinunciarono poi a svilupparli.
Solo quattro amministrazioni, tutte europee, continuarono fino alla realizzazione di treni veri e propri: le FS con l'elettromotrice Y0160 – evoluta poi nell'ETR 400 –, le BR inglesi con l'Advanced Passenger Train (APT), le SJ svedesi con l'X 15 e le RENFE spagnole con il Talgo Pendular. Le prime tre con pendolamento attivo, l'ultima con un sistema passivo. Ma mentre l'APT entrò in crisi per problemi tecnici di difficile soluzione e l'X 15 non ebbe seguito evolutivo, i due progetti spagnolo ed italiano furono perfezionati tanto da giungere al servizio commerciale regolare. Il primo portò alle varie serie di Talgo, quello italiano agli elettrotreni Pendolino ETR 401, ETR 450, ETR 460, ETR 470, ETR 480, infine ETR 600 ed ETR 610.

## Evoluzione del prototipo FIAT Y 0160
In Italia dopo una serie di studi teorici preliminari, alla fine degli anni sessanta le FS in collaborazione con la FIAT Ferroviaria –  effettuarono una simulazione di "assetto variabile" sull'automotrice prototipo FIAT ALn 668.1999. Anziché far inclinare l'intera cassa del rotabile venne studiato il problema dell'assetto di un singolo passeggero costruendo un dispositivo oleopneumatico che inclinava una poltrona a bordo. I rilievi effettuati confermarono gli studi teorici e incoraggiarono la costruzione di un vero e proprio rotabile ad assetto variabile automotore, che permettesse la sperimentazione in linea "dal vivo", allo scopo di perfezionare gli studi dei dispositivi di inclinazione della cassa. Il veicolo era una automotrice elettrica – identificata dalla sigla FIAT Y 0160 – e per il suo modo visibilmente inconsueto di muoversi nell'affrontare le curve venne subito ribattezzata appunto "Pendolino". L'innovativo rotabile uscì dallo stabilimento di Torino della FIAT – Sezione Materiale Ferroviario il 5 ottobre 1971 e nelle varie corse di prova raggiunse ripetutamente i 250 km/h. Dai ferrovieri fu soprannominato scherzosamente anche "carioca" per la sua livrea sgargiante, inconsueta per le FS dell'epoca.
Gli anni settanta videro a lungo la sperimentazione dell'elettromotrice; parecchie prove vennero effettuate, fra il 1971 e il 1973 sia sulla tortuosa linea fra Trofarello ed Asti che sulla Direttissima Roma-Napoli; nel corso di queste raggiunse velocità al di sopra di 260 km/h. Questi test furono talmente positivi che alla fine del 1974 diedero seguito all'ordinazione da parte delle FS alla FIAT di un treno completo di quattro elementi ad assetto variabile che venne denominato ETR 401. Questo, consegnato nel 1976, fu sottoposto ad ogni tipo di sperimentazione in linea, entrando poi in servizio commerciale sulla linea transappenninica tra Roma ed Ancona.
Il prototipo FIAT Y 0160, dopo la lunga sperimentazione che aveva dato luogo alla costruzione dell'ETR 401, venne accantonato all'esterno dello stabilimento della FIAT Ferroviaria Savigliano.
Nel 1983 la cassa dell'elettromotrice sperimentale fu concessa gratuitamente dalla FIAT al Museo Ferroviario Piemontese, ma non entrò a far parte del materiale del museo e fu demolita.

## Caratteristiche
Nonostante molte caratteristiche del prototipo siano note solo agli esperti, che ne modificarono più volte i dettagli di massima, l'automotrice sperimentale era costituita di un solo elemento con cabine di guida alle due estremità con frontali simmetrici a foggia aerodinamica simile a quella del successivo ETR 401.  La cassa poggiava su due carrelli a passo corto di 2,45 metri in modo da diminuire l'aggressività degli stessi nell'affrontare le curve. Un sistema a comando idraulico permetteva alla cassa dell'automotrice di inclinarsi verso l'interno delle curve in modo da poterle affrontare ad una maggiore velocità rispetto al rango "C" di velocità della linea con una accelerazione non compensata sui carrelli, superiore al valore massimo ammesso sulle linee FS, di 1,2 m/s² che però in conseguenza dell'inclinazione della cassa veniva compensato mantenendolo entro i valori di accelerazione trasversale che garantivano il comfort ai passeggeri.
Il circuito di potenza era del tutto tradizionale con motori di trazione a corrente continua a 3000 V e presa di corrente dalla linea aerea mediante due pantografi.